# András Szennay

Erzabt András József Szennay

András József Szennay OSB (* 2. Juni 1921 in Budapest, Königreich Ungarn; † 22. August 2012 in der Erzabtei in Pannonhalma) war Erzabt der Territorialabtei Pannonhalma (Erzabtei Martinsberg).

## Leben
András József Szennay trat nach dem Besuch des Benediktiner-Gymnasiums in Budapest in die Benediktiner-Erzabtei Martinsberg ein. Am 19. November 1944 erhielt er vom Bischof zu Raab Vilmos Apor die Priesterweihe. Danach war er Hofkaplan  bei der (ehemaligen) Kronprinzessin Stephanie von Belgien und ihrem zweiten Ehemann, dem Fürsten Elemér Lónyai in Karlburg. An der Péter-Pázmány-Universität wurde er zum Doctor theologiae promoviert. Er war mehrere Jahre in der Pfarrseelsorge tätig, danach Sekretär des Erzabtes von Pannonhalma. Nach der sozialistischen Machtübernahme 1950 war András Szennay zunächst als Bibliothekar der Theologischen Akademie in Budapest tätig. Nach dem Zweiten Vatikanischen Konzil (1962/65) wurde er Professor für Fundamentaltheologie an der Katholischen Péter-Pázmány-Universität Budapest, später auch Dekan.
Er wurde am 14. März 1973 zum Erzabt der Territorialabtei Pannonhalma gewählt mit vorheriger mehrmaliger Abstimmung der Benediktinerkommunität, der Bischöfe und der sozialistischen Regierung. Er war damit zugleich Haupt der Ungarischen Benediktinerkongregation. 1991 wurde Erzabt András emeritiert.

## Wirken
Zusammen mit Ferenc Gál und Tamás Nyíri war er einer der bedeutenden ungarischen Theologen der Zeit nach dem Vaticanum II. Von 1972 bis 1995 war er zunächst Mitarbeiter, später Chefredakteur und Herausgeber der Zeitschrift Teológia, die die Ergebnisse des Konzils in Ungarn veröffentlichten und kommentierten – insbesondere für die Priester und Laien.
Szennay engagierte sich für die Weiterbildung der Theologieprofessoren und initiierte mit Tamás Nyíri einen theologischen Fernkurs für Laien.

## Schriften
- Teológia és élet. Szent István Társulat, az Apostoli Szentszék Könyvkiadója 1966.
- Der Dienst der Theologen in der Kirche von heute. Herder 1977.
- Der christlich - marxistische Dialog heute. In: Karl Rahner, Herbert Vorgrimler (Hrsg.): Internationale Dialog Zeitschrift 1970, Herder 1970.
- Népek nagy nevelője--: Szent Benedeknek Európa védőszentjének emlékezete. Szent István Társulat, 1981, ISBN 978-9-63360147-1.
- Corona fratrum: Szennay András főapát úrnak 70. születésnapjára. 1991, ISBN 978-9-63001497-7.
- Unum omnes in Christo. In: Gellért Békés, Ádám Somorjai (Hrsg.): Miscellanea Gerardo J. Békés O.S.B. octogenario dedicata. Band 1. Pannonhalmi Főapátság, 1995, ISBN 978-9-63001843-2.
- Nyitott kapuk egyháza. Bencésv 1995, ISBN 978-9-63781959-9.
- Visszatekintés: válogatás az elmúlt negyedszázad interjúiból, előadásaiból, írásaiból. Pannonhalmi Főapátság, 2001, ISBN 978-9-63905351-9.
- “Újat és régit”: Dr. Szennay András pannonhalmi főapát úrnak: 80. születésnapjára. Bencés Kiadóban, 2001, ISBN 978-9-63905350-2.

### Veröffentlichungen (Auswahl)
- Öregek és öregség – a Bibliában (ungarisch)
- A generációs feszültségekről (ungarisch)
- A föld vándora – a Feltámadott (ungarisch)